# تخمک‌گذاری
تخمک‌گذاری (به انگلیسی: Ovulation) عملی است که در طول آن یک یا چند تخمک آزاد می‌شود. این دوره در انسان به‌طور متوسط هر ۲۸ روز یک‌بار تکرار می‌شود. این چرخه را هورمون‌های جنسی کنترل می‌کنند. به‌طور متوسط می‌توان گفت که یک زن در طول زندگی خود حدود ۵۰۰ بار تخمک‌گذاری می‌کند. پس از تخمک‌گذاری، در مرحلهٔ لوتئال، تخمک برای بارور شدن توسط اسپرم در دسترس خواهد بود. علاوه بر این، پوشش داخلی رحم (آستر رحم) ضخیم می‌شود تا بتواند یک تخمک بارورشده را دریافت کند. اگر لقاح و بارداری اتفاق نیفتد، پوشش داخلی رحم و تخمک در طول قاعدگی تخریب شده و ریزش می‌کنند.

## مراحل تخمک‌گذاری
در ابتدای دورهٔ جنسی (که با خونریزی همراه است)، هیپوفیز پیشین، هورمون لوتئینی (LH) و هورمون محرکه فولیکولی (FSH) را به خون می‌ریزد؛ این دو هورمون باعث ترشح هورمون استروژن از یکی از فولیکول‌ها می‌شود. (استروژن یکی از هورمون‌های جنسی استروئیدی است که از فولیکول در حال رشد، ترشح و باعث رشد بیشتر فولیکول می‌شود).

### مرحلهٔ فولیکولی
در ابتدا افزایش اندک در مقدار استروژن، مانع از ترشح بیشتر LH و FSH می‌شود اما هرچه فولیکول به بلوغ خود نزدیک‌تر می‌شود، مقدار ترشح استروژن هم بیشتر می‌شود. پاسخ هیپوفیز پیشین به میزان بالای استروژن، افزایش ترشح LH است. حداکثر میزان LH باعث می‌شود تا گامت‌ها نخستین تقسیم میوز خود را تکمیل کنند و نیز سبب می‌شود تا فولیکول و تخمدان پاره شوند. هنگامی که فولیکول پاره می‌شود، تخمک‌گذاری رخ می‌دهد. (روز ۱۴ چرخه)

### مرحلهٔ لوتئال

تصویری از چرخه رحمی که با فاز فولیکولی (تشکیل و رشد فولیکول) آغاز و بعد از تخمک‌گذاری (شماره چهار) به فاز لوتئال می‌رود.

مرحلهٔ لوتئال در چرخه تخمدان به‌دنبال مرحلهٔ فولیکولی آغاز می‌شود. پس از تخمک‌گذاری، LH سبب می‌شود تا سلول‌های فولیکولی که پاره شده‌اند رشد کرده و توده‌ای به‌نام جسم زرد را تشکیل بدهند. LH سبب ترشح استروژن (استرادیول) و پروژسترون از جسم زرد می‌شود. استروژن و پروژسترون هر دو باعث ایجاد یک مکانیسم خودتنظیمی منفی می‌شوند که ترشح FSH و LH را مهار می‌کند. این خودتنظیمی از ایجاد فولیکول‌های جدید در مرحلهٔ لوتئال جلوگیری می‌کند. در انتهای چرخه با دفع شدن جسم زرد، ترشح استروژن و پروژسترون به‌شدت کاهش می‌یابد و چرخهٔ بعدی آغاز خواهد شد.

## تغییرات بالینی
آغاز تخمک‌گذاری ممکن است با علائمی همراه باشد که تنها خود زن در حال تخمک‌گذاری، متوجه آن‌ها شود؛ بنابراین گفته می‌شود که انسان، تخمک‌گذاری پنهانی دارد. در بسیاری از گونه‌های جانوری، علائم محسوس و سیگنال‌های مشخصی وجود دارد که نشان‌دهندهٔ دورهٔ باروری جانور ماده است. چندین توضیح برای توضیح تخمک‌گذاری پنهان در انسان ارائه شده است. زنان در وضعیت نزدیک به تخمک‌گذاری، تغییراتی را در مخاط دهانهٔ رحم و دمای پایهٔ بدن خود تجربه می‌کنند. علاوه بر این، بسیاری از زنان، علائم باروری از جمله میتل‌اشمرتز (درد همراه با تخمک‌گذاری) و افزایش شدید حس بویایی را تجربه کرده و می‌توانند لحظهٔ دقیق تخمک‌گذاری را حس کنند. با این‌حال، درد همزمان با چرخه ممکن است به‌دلیل میتل‌اشمرتز نباشد، بلکه به‌دلیل عوامل دیگری مانند کیست، اندومتریوز، عفونت‌های مقاربتی یا حاملگی خارج‌رحمی باشد. سایر علائم احتمالی تخمک‌گذاری شامل حساس شدن پستان‌ها، نفخ، و گرفتگی عضلات است، البته این علائم، تضمینی برای وقوع تخمک‌گذاری نیستند.
علائم مربوط به آغاز تخمک‌گذاری، لحظهٔ تخمک‌گذاری و روند شروع و پایان چرخهٔ قاعدگی در بدن هر زن از نظر شدت متفاوت است اما اساساً یکسان است. بسیاری از زنان در روزهای نزدیک به تخمک‌گذاری، افزایش میل جنسی را تجربه می‌کنند. در یک پژوهش مشخص شد که زنان، جذابیت چهرهٔ خود را در طول تخمک‌گذاری بهبود می‌بخشند.

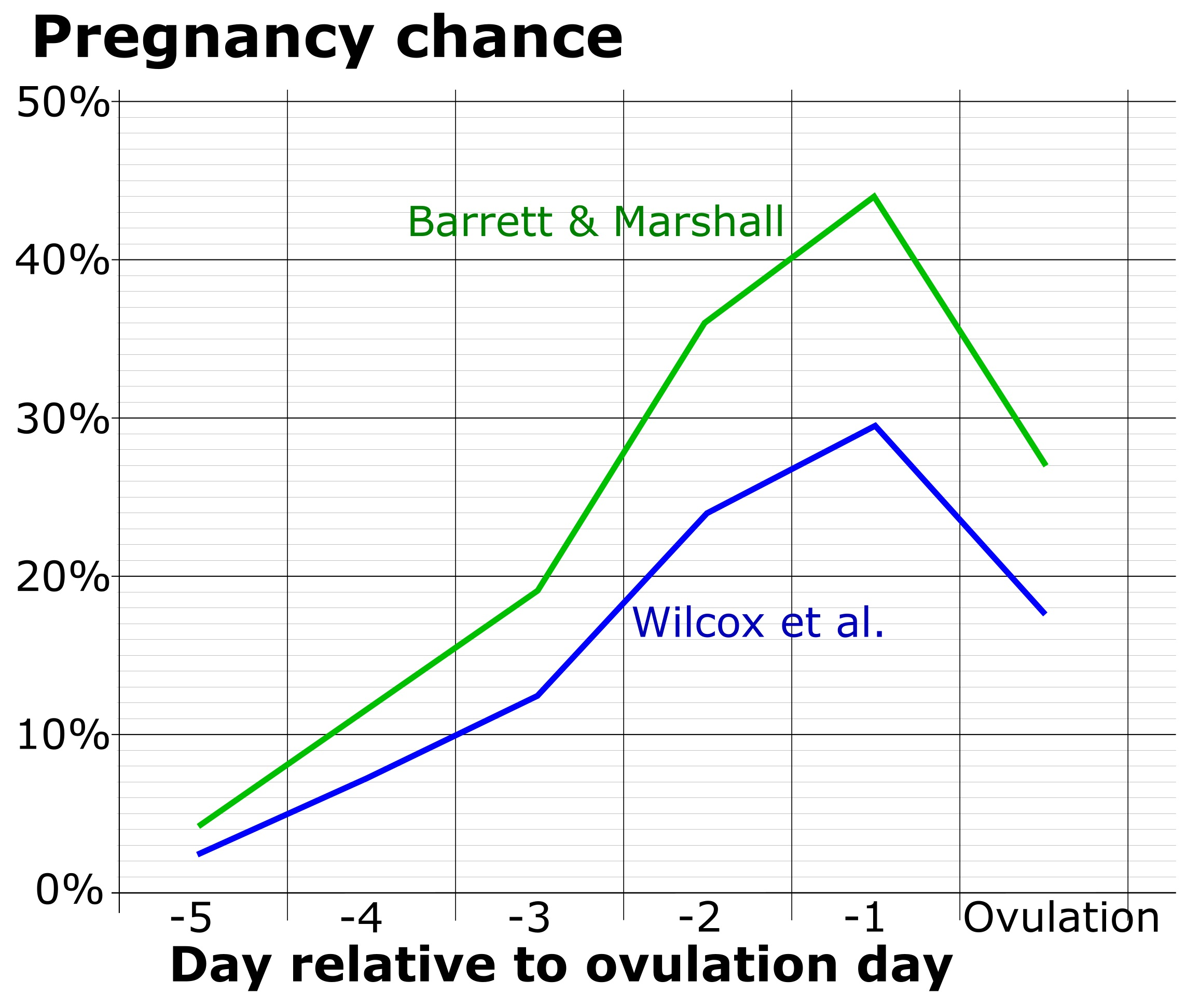
نمودار احتمال وقوع لقاح و بارداری، در روزهای منتهی به تخمک‌گذاری

## القای تخمک‌گذاری
القای تخمک‌گذاری یک فناوری کمک‌باروری امیدوارکننده برای بیماران مبتلا به بیماری‌هایی مانند سندرم تخمدان پلی‌کیستیک (PCOS) و الیگومنوره است. برای لقاح مصنوعی معمولاً از تحریک تخمدان همراه با القای تخمک‌گذاری برای تحریک تشکیل تخمک‌های متعدد، استفاده می‌شود. دوز پایین گنادوتروپین جفتی انسانی (HCG) ممکن است پس از تحریک کامل تخمدان تزریق شود. تخمک‌گذاری بین ۲۴ تا ۳۶ ساعت پس از تزریق آن رخ می‌دهد.